# Siemieżewo
Siemieżewo lub Siemieżów (biał. Семежаў, Семежава) – wieś (dawniej miasteczko) na Białorusi w obwodzie mińskim, w rejonie kopylskim; ok. 1000 mieszkańców (2006).
Wieś magnacka położona była w końcu XVIII wieku w powiecie nowogródzkim województwa nowogródzkiego.
Dawniej należało do powiatu słuckiego.